# Pitharcha
Pitharcha is een geslacht van vlinders van de familie echte motten (Tineidae), uit de onderfamilie Hapsiferinae.

## Soorten
- P. atrisecta (Meyrick, 1918)
- P. chalinaea Meyrick, 1908
- P. fasciata (Ghesquière, 1940)
- P. latriodes (Meyrick, 1917)
- P. marmorata Gozmány, 1968